# Vardetangen

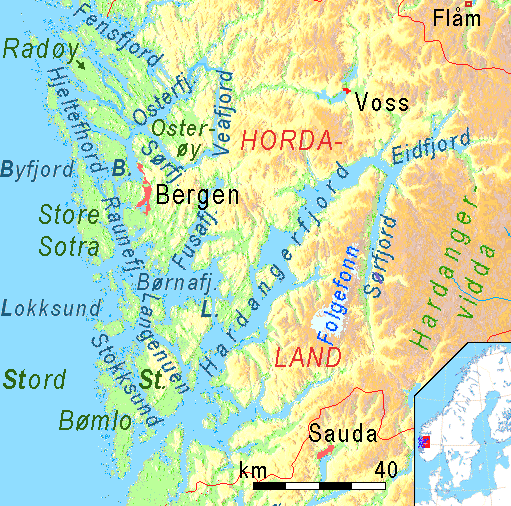
Områdeskarta, Fensfjorden uppe till vänster.

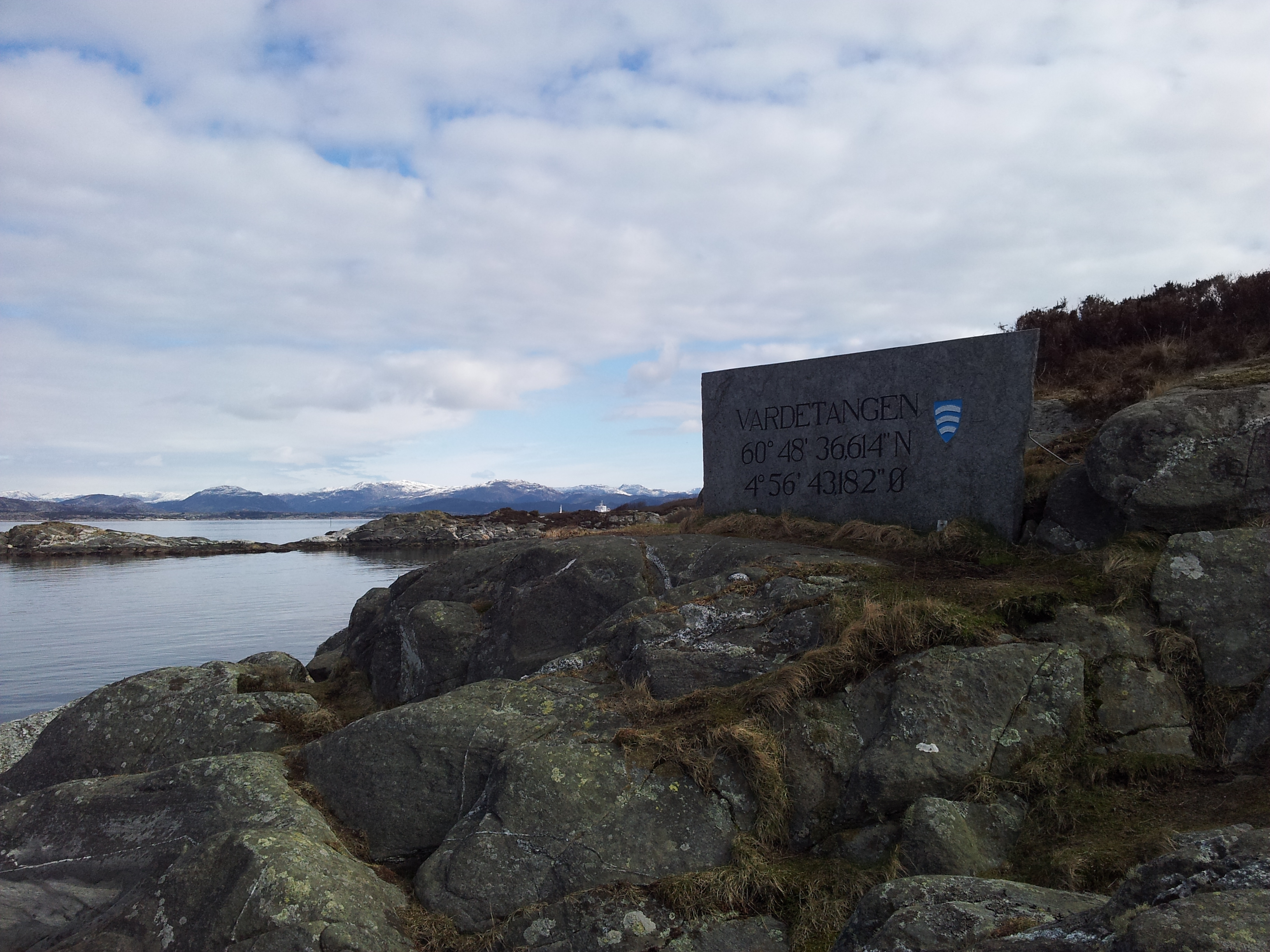
Vardetangen.

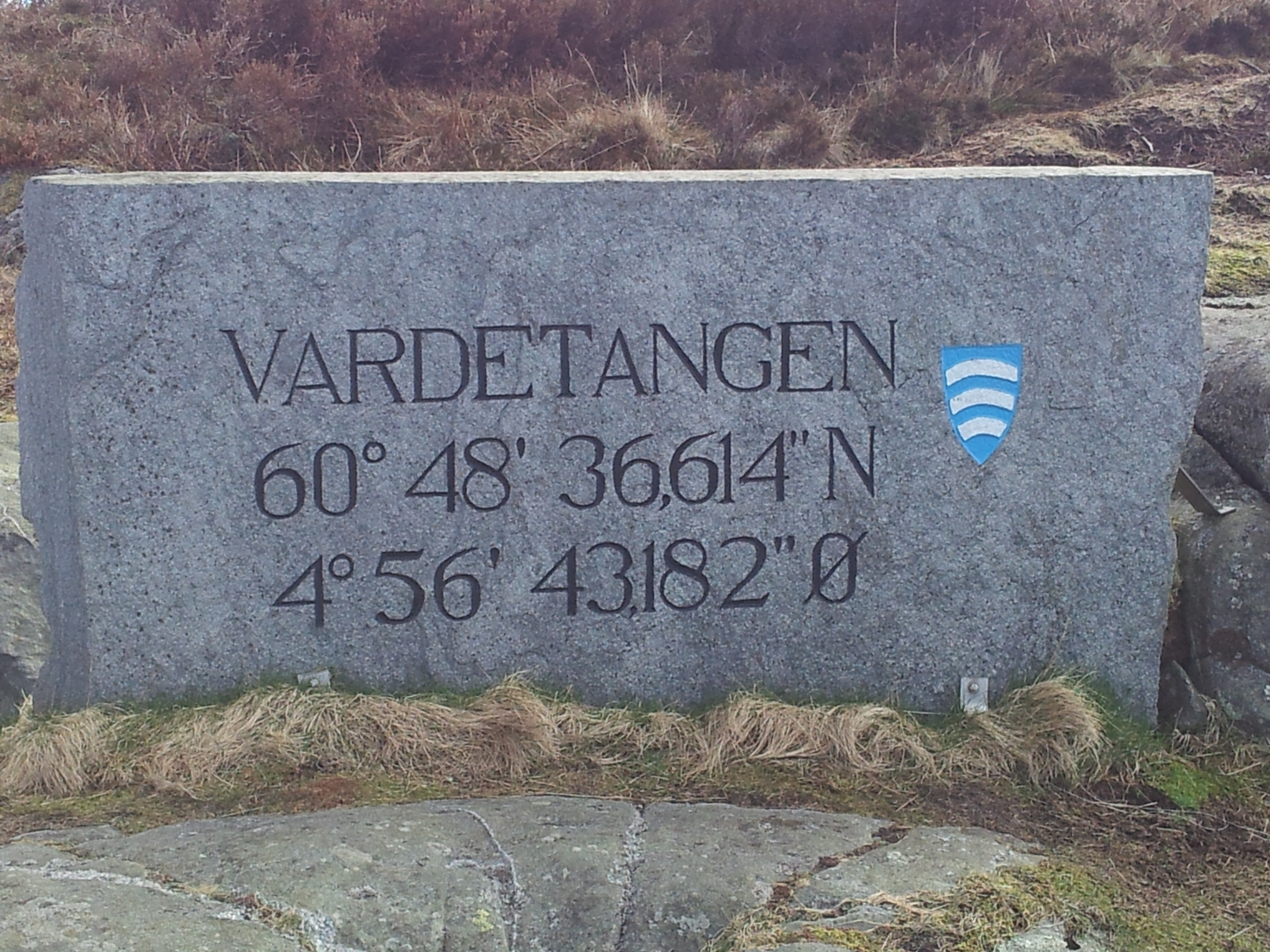
Stenmärke.

Vardetangen är en liten udde i Austrheims kommun i Vestland fylke i västligaste Norge. Udden är huvudlandet (norska: hovedlandet) Norges västligaste plats på fastlandet och en av Norges ytterpunkter.

## Geografi
Vardetangen ligger på Lindåshalvöns nordvästra spets, cirka tre kilometer väster om oljehamnen Mongstad vid Fensfjordens mynning.
Området ligger cirka tre kilometer nordöst om kommunens centralort Årås och cirka 50 kilometer nordväst om staden Bergen.
Norges västligaste punkt i huvudlandet Holmebåen ligger cirka 35 kilometer nordväst om Vardetangen.

## Historia
1996 restes ett stenröse på platsen för att markera den som västligaste punkt.
Vardetangen är också en anlöpshamn på några av Hurtigrutens (Bergen-Nordfjord-Bergen och  Bergen-Sogn-Bergen) korta linjer.
Oljeraffinaderiet vid närbelägna Mongstad startade sin verksamhet 1975.